# Vlag van Scheerwolde

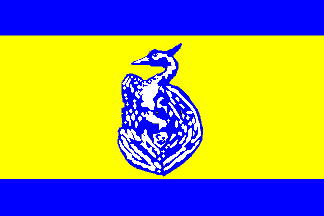
Vlag van Scheerwolde

De vlag van Scheerwolde is de dorpsvlag van de Overijsselse dorp Scheerwolde. De vlag is op 4 juni 2001 in gebruik genomen toen Scheerwolde zijn 50e verjaardag vierde. Het ontwerp van de vlag is van de hand van Plaatselijk Belang Scheerwolde. De vlag bestaat uit een geel veld met boven- en onderaan een horizontale blauwe baan. De blauwe banen staan voor lucht en water en de kleur geel voor het land. Op het midden van de vlag is een blauwwitte feniks geplaatst die voortkomt uit de moerassen.
Belt-Schutsloot
· Blankenham
· Boekelo
· Buurse
· Giethoorn
· Herxen
· Hoonhorst
· Kuinre
· Mariënheem
· Oldemarkt
· Ossenzijl
· Scheerwolde
· Slangenbeek
· Vollenhove
· Zenderen